# Apoda-prorepentia
Apoda-prorepentia é um género botânico pertencente à família das orquídeas (Orchidaceae). Foi proposto por Carlyle August Luer em Monographs in Systematic Botany from the Missouri Botanical Garden 95: 255, em 2004, ao elevar o subgênero Apoda-Prorepentia de Pleurothallis, por ele mesmo proposto em 1986, à categoria de gênero. Sua espécie tipo foi originalmente descrita por Olov Swarts como Epidendrum testifolium. O nome refere-se ao fato de serem espécies reptantes mais ou menos pendentes com flores cuja coluna não apresenta prolongamento podiforme.
Além das características acima referidas, estas espécies são algo variáves, agrupadas mais pelas suas diferenças de outros grupos que pelas semelhanças entre si. Apresentam curtos ramicaules caídos ou pendentes, com grandes folhas também algo pendentes. As flores, bastante diversas, brotam de grande espata, frequentemente inflada, não raro permanecendo escondidas dentro da mesma.
Não se sabe o posicionamento filogenético deste gênero pois nenhuma de suas espécies passou por análise molecular, ou nenhum resultado publicado. Com um total de sete espécies, o Brasil apresenta apenas uma planta deste gênero, na Amazônia a qual descorbiu-se em 2012, pertençe ao gênero Acianthera.